# ラピテス族とケンタウロスの戦い
『ラピテス族とケンタウロスの戦い』（ラピテスぞくとケンタウロスのたたかい、伊: Battaglia tra Centauri e Lapiti, 英: The Battle between the Lapiths and the Centaurs）は、イタリア、ルネサンス期の画家ピエロ・ディ・コジモが1500年頃から1515年頃に制作した絵画である。油彩。主題はギリシア神話の有名なエピソードであるラピテス族の王ペイリトオスとヒッポダメイアの結婚式で起きたケンタウロス族との戦いから取られている。おそらくフィレンツェの宮殿のカメラ（私室）に設置されるスパッリエーラ、あるいは長腰掛けの背板か婚礼用の家具カッソーネの板絵として製作された。ロンドンのナショナル・ギャラリーに所蔵されているが、2020年8月時点では展示はされていない。

## 主題

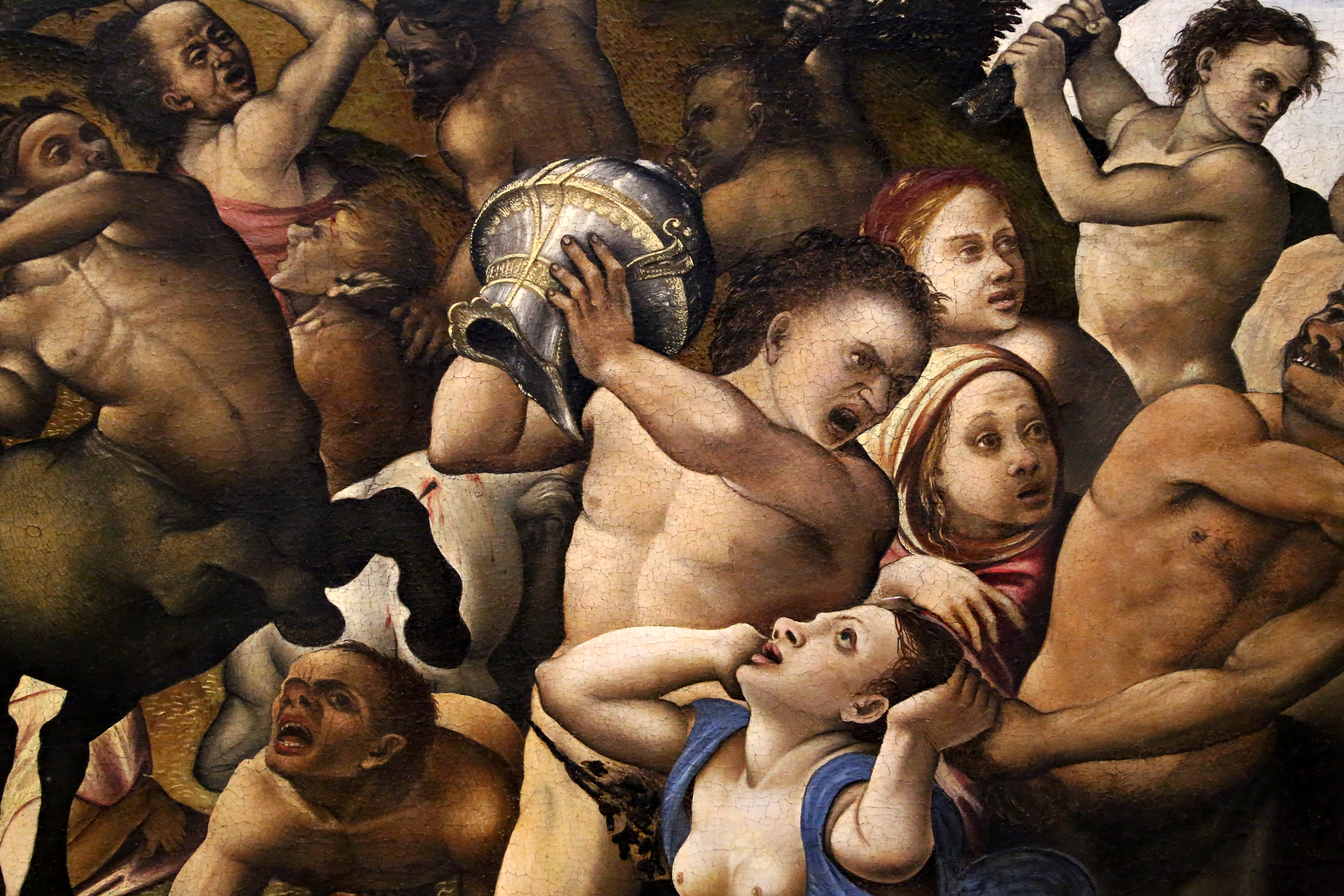
ヒッポダメイアの髪を引っ張るエウリュトスに対し、甕を投げつけようとするテセウス（ディテール）。

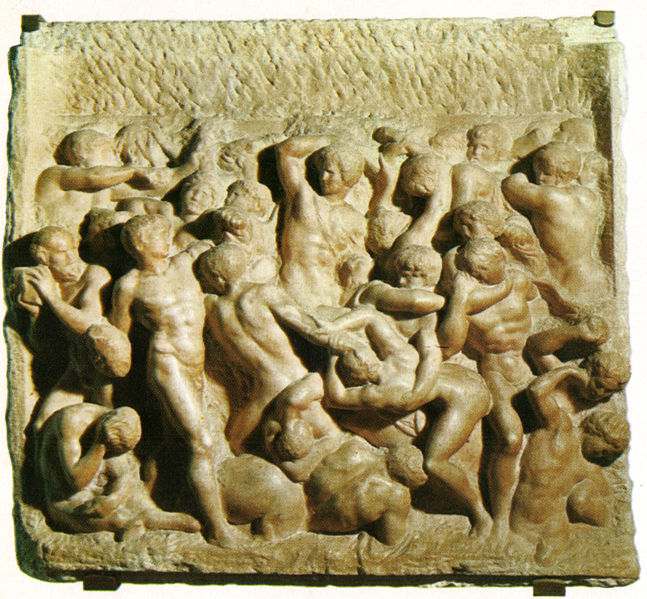
ミケランジェロ・ブオナローティの1492年頃の彫刻『ケンタウロスの戦い』カーサ・ブオナローティ所蔵。

オウィディウスの『変身物語』によると、テッサリア地方のラピテス族の王ペイリトオスはヒッポダメイアとの結婚式にケンタウロスを招待した。ところが好色なケンタウロスたちが酒に酔った勢いで花嫁を奪おうとしたため、たちまち会場は大混乱となり、女を攫おうとするケンタウロスと、それを防ごうとするラピテス族や他の地方から出席した英雄たちとの間で激しい戦いが起きた。結婚式に招かれたケンタウロスの中でも特に凶暴なエウリュトスが花嫁のヒッポダメイアの髪を引っ張って連れ去ろうとすると、ペイリトオスの親友テセウスは浮彫が施された酒甕をエウリュトスの頭に投げつけて倒した。グリュネウスは近くにあった火が焚かれた祭壇を持ち上げて、ラピテス族に向かって投げつけた。ペイリトオスは樫の木を引き抜こうとしているペトライオスを投槍で倒し、ペイリトオスに追われたディクテュスは崖から滑落してトネリコの樹に胴を刺し貫かれ、テセウスはビアノルの背に飛び乗って棍棒でこめかみを殴りつけた。アキレウスの父ペレウスは盾持ちをしていたお気に入りの若者クラントルを殺したデモレオンを槍で討った。
この物語で特に印象的に描かれているのはケンタウロスのキュラロスとヒュロノメ、そしてラピテス族のカイネウスである。キュラロスとヒュロノメは愛し合う関係にあった美男美女のケンタウロスで、ともにペイリトオスの結婚式に出席していた。ところが戦いのさ中で何者かの投じた槍がキュラロスを貫いた。ヒュロノメは慌てて手当をした。しかしキュラロスの死を悟ると泣き叫んでキュラロスに刺さっている槍で我が身を貫き、息絶えながらキュラロスを抱きしめた。一方、ケンタウロスに囲まれたカイネウスは不死身の肉体を誇ったが、オトリュス山とペリオン山の木を幾重にも積み重ねられ、その重みに耐えかねて息絶えた。

## 作品
ピエロ・ディ・コジモは横長の画面にラピテス族とケンタウロスの戦いの全景を描いている。ペイリトオスとヒッポダメイアの結婚式の式場を洞窟から開けた屋外に移していることなど、いくつかの点を除けばオウィディウスの『変身物語』に準拠している。ただし、主題の扱いは独特であり、戦う人物像のグループをいくつかに分けて描いている。さらに結婚式の会場を画面中央の上部に配置しているが、エピソードの中核であるヒッポダメイアの略奪を画面中央からやや右の位置にずらし、逆に二次的だが印象的なエピソードであるケンタウロスのキュラロスとヒュロノメを画面中央の下部に配置し、戦いよりもむしろ恋人たちの悲劇に焦点を当てている。そもそも、オウィディウスは不死身の英雄カイネウスを語るためにケンタウロスの戦いについて語っているが、カイネウスは背景に小さく描かれているに過ぎず、オウィディウスの本来の意図に忠実であるとは言えない。テセウスは異時同図法的に複数の場所で描かれている。
絵画の注文主、制作年代、制作経緯は不明だが、おそらく男性の注文主の結婚の際に制作され、主題は夫婦となる男女への教訓として選択された。絵画と『変身物語』との間に詳細な対応が見いだせることは、画家や画家の周囲の知識人たちにこの主題がよく知られていたことを示している。図像の源泉としてはカーサ・ブオナローティに所蔵されているミケランジェロ・ブオナローティの初期の彫刻『ケンタウロスの戦い』（Battaglia dei centauri）との関連性が指摘されている。

### 画面左
画面右では英雄ヘラクレスの姿がある。ヘラクレスは『変身物語』のペイリトオスの結婚式の場面には登場しない。ヘラクレスはネメアの獅子の毛皮をまとい、頭に月桂樹の冠をつけている。腰には矢筒がぶら下がり、足元には弓が転がっている。ヘラクレスはケンタウロスの首を掴んで押さえつけ、棍棒で殴打しようとしている。背景の木々のうえに描かれたケンタウロスはディクテュスである。彼は崖の上から投じられた岩で押しつぶされようとしている。遠景では山野を駆けるケンタウロスたちの姿が描かれている。彼らは手に結婚式場から略奪したものを持っている。

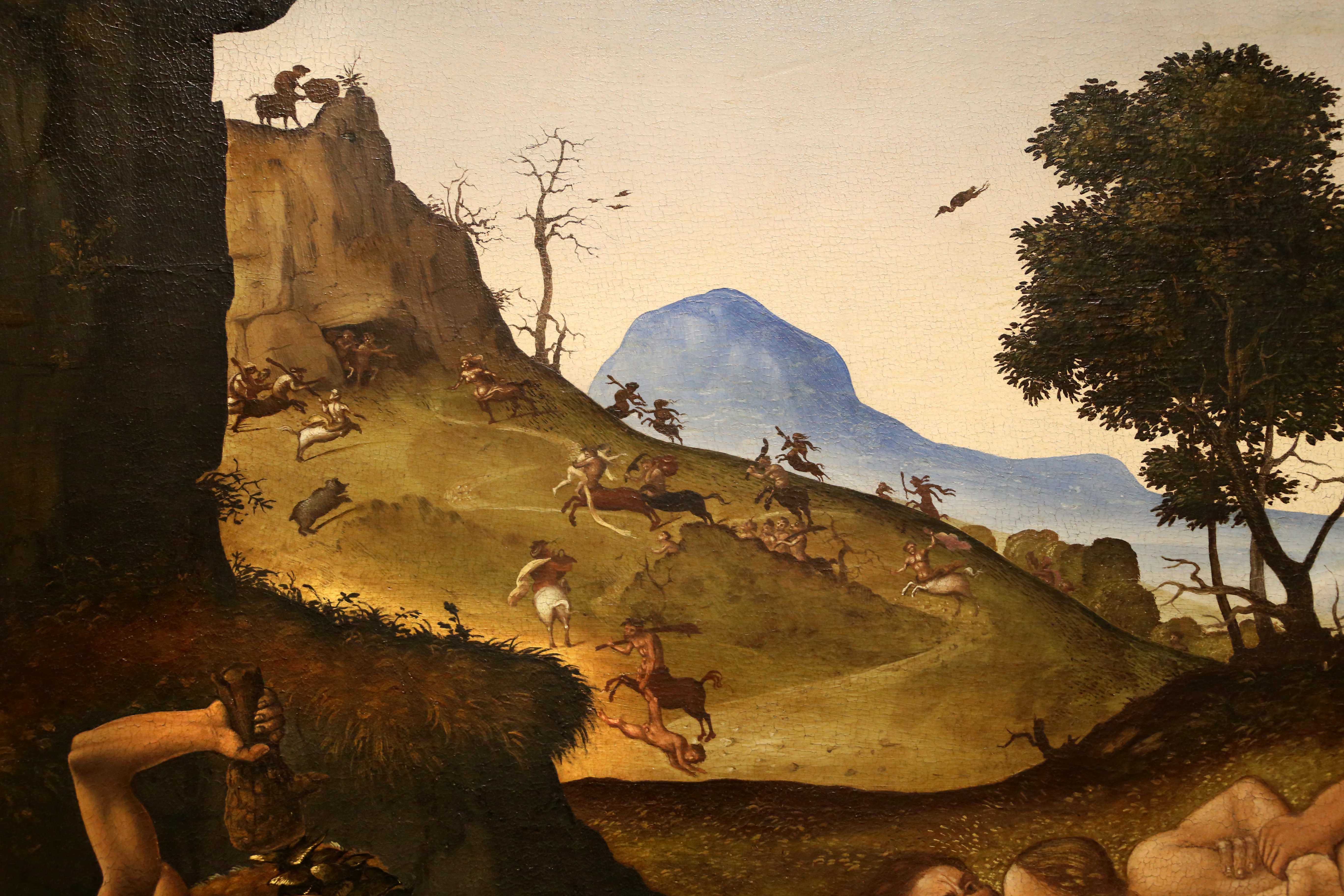
画面左の遠景。山野を駆けるケンタウロスたち。
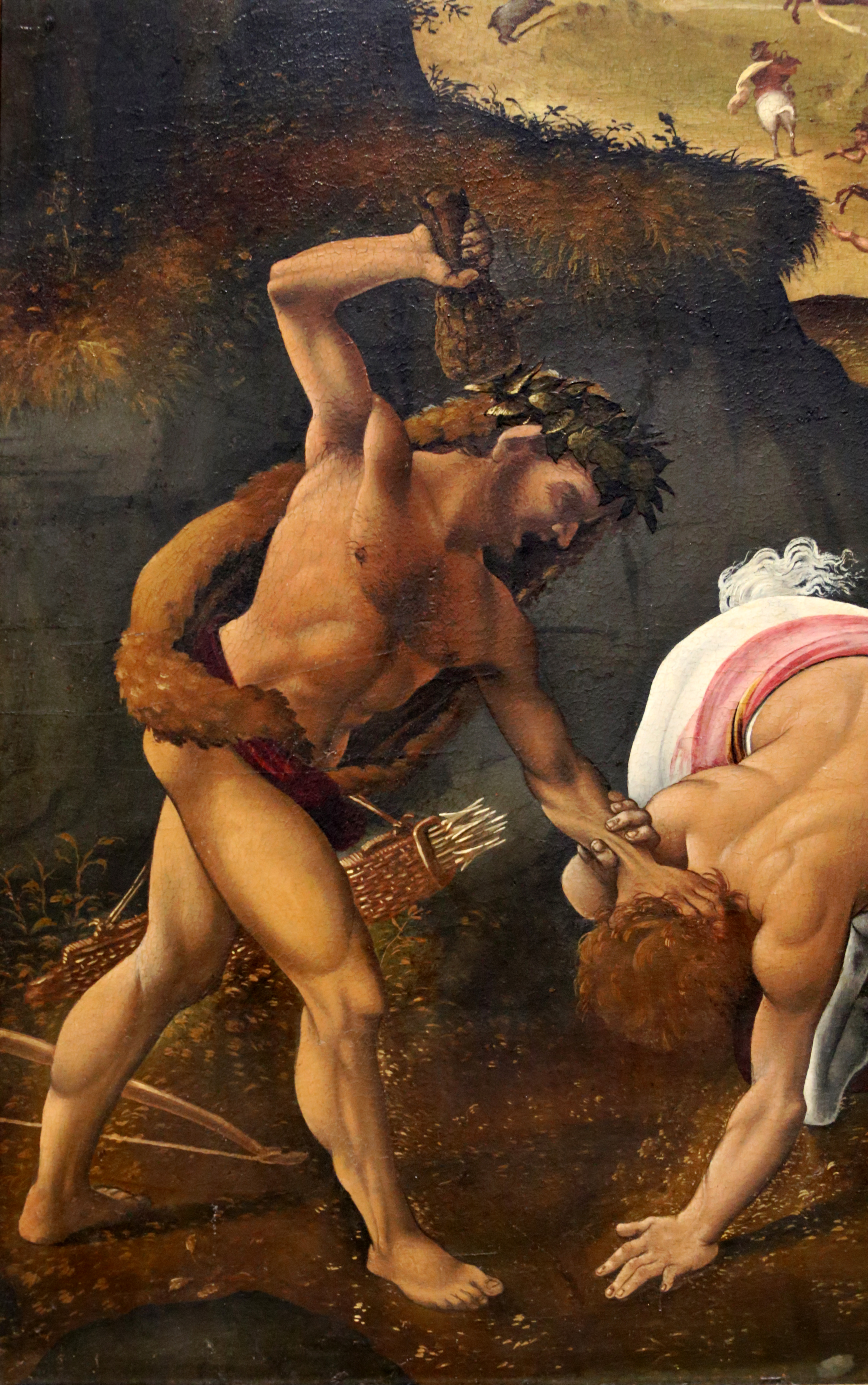
棍棒で戦うヘラクレス。
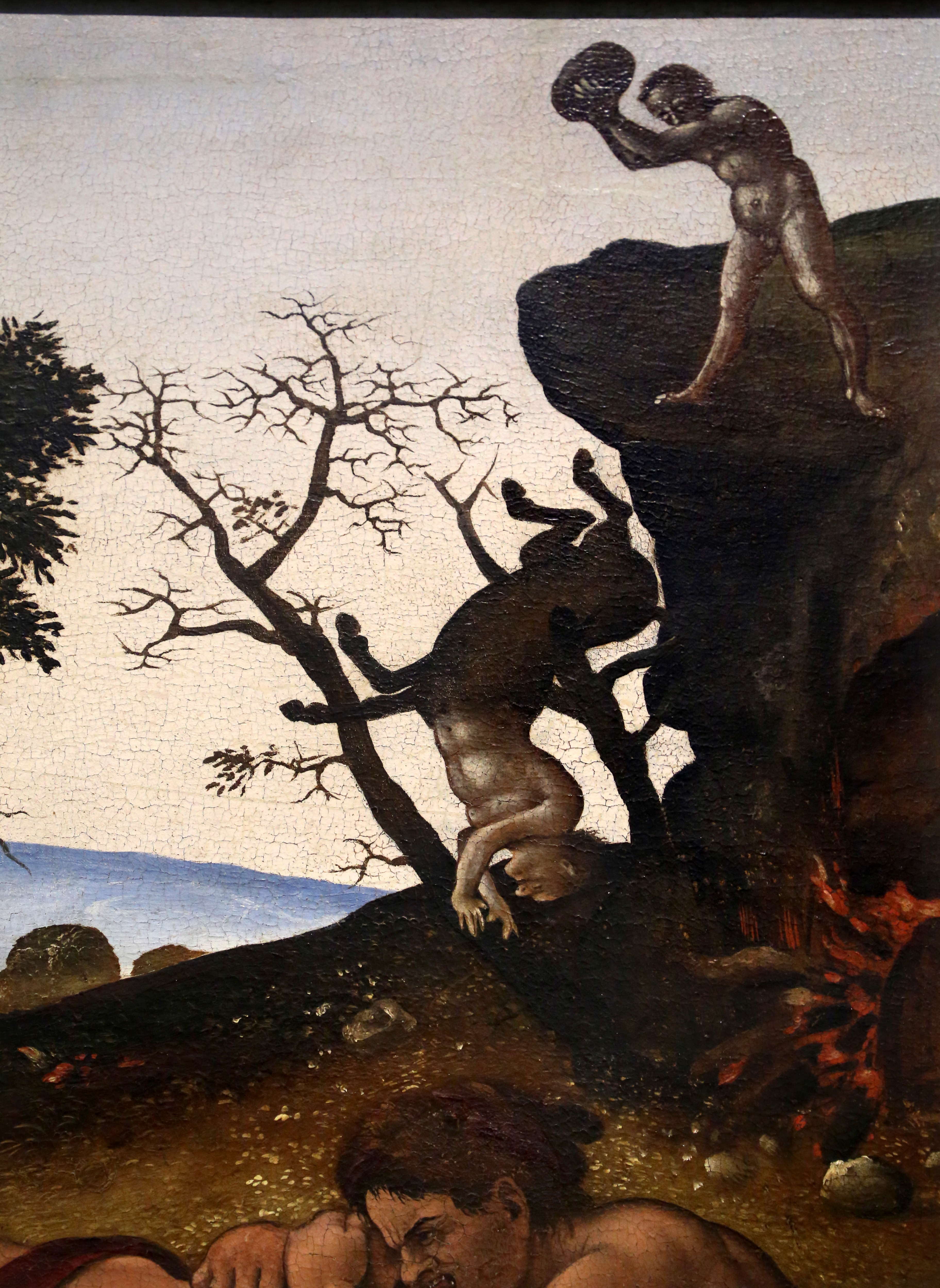
ディクテュスは崖から滑落している。
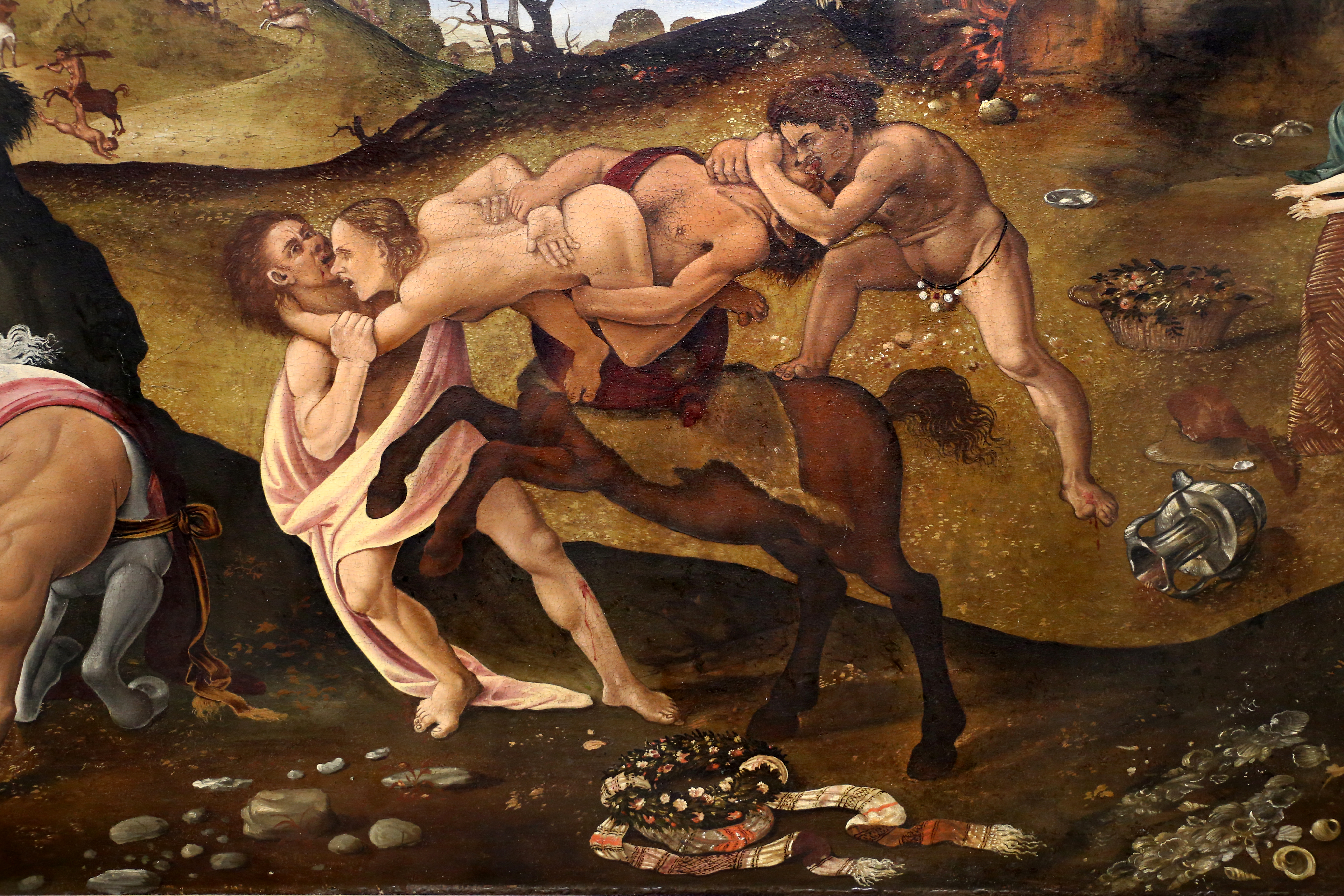
女を引っ張り合うラピテス族とケンタウロス。近くには貝殻が多数描かれている。

### 画面中央
結婚式の式場は画面の中央に配置されている。女をさらおうとするケンタウロスと、彼女たちを守ろうとするラピテス族の男たちが争い、式場の敷物は踏み荒らされて乱れ、食卓に並べられた料理は見る影もない。画面のやや右側では、より大きな争いが描かれている。ケンタウロスのアミュコスは火のついた燭台でラピテス族と戦っている。その右横ではラピテス族のエクサディオスがアルテミス（ローマ神話のディアナ）に捧げるはずだった鹿の角でグリュネウスを攻撃しようとしている。キュラロスは中央の前景ですでに倒れており、恋人のヒュロノメは彼を抱き締めて口づけしている。

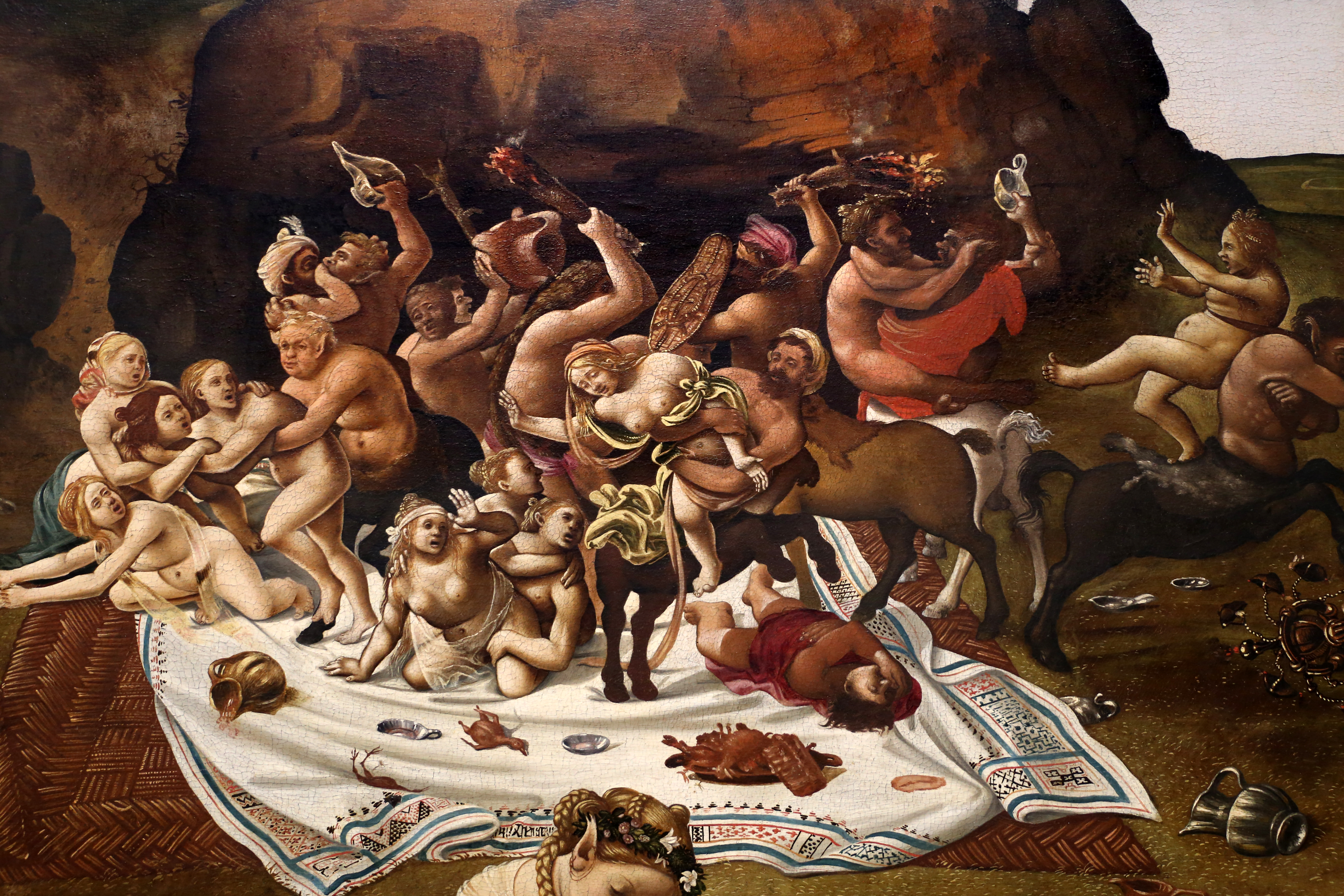
画面中央上部。花婿と花嫁のために準備された結婚式の会場は争い合うラピテス族とケンタウロスによって踏み荒らされている。
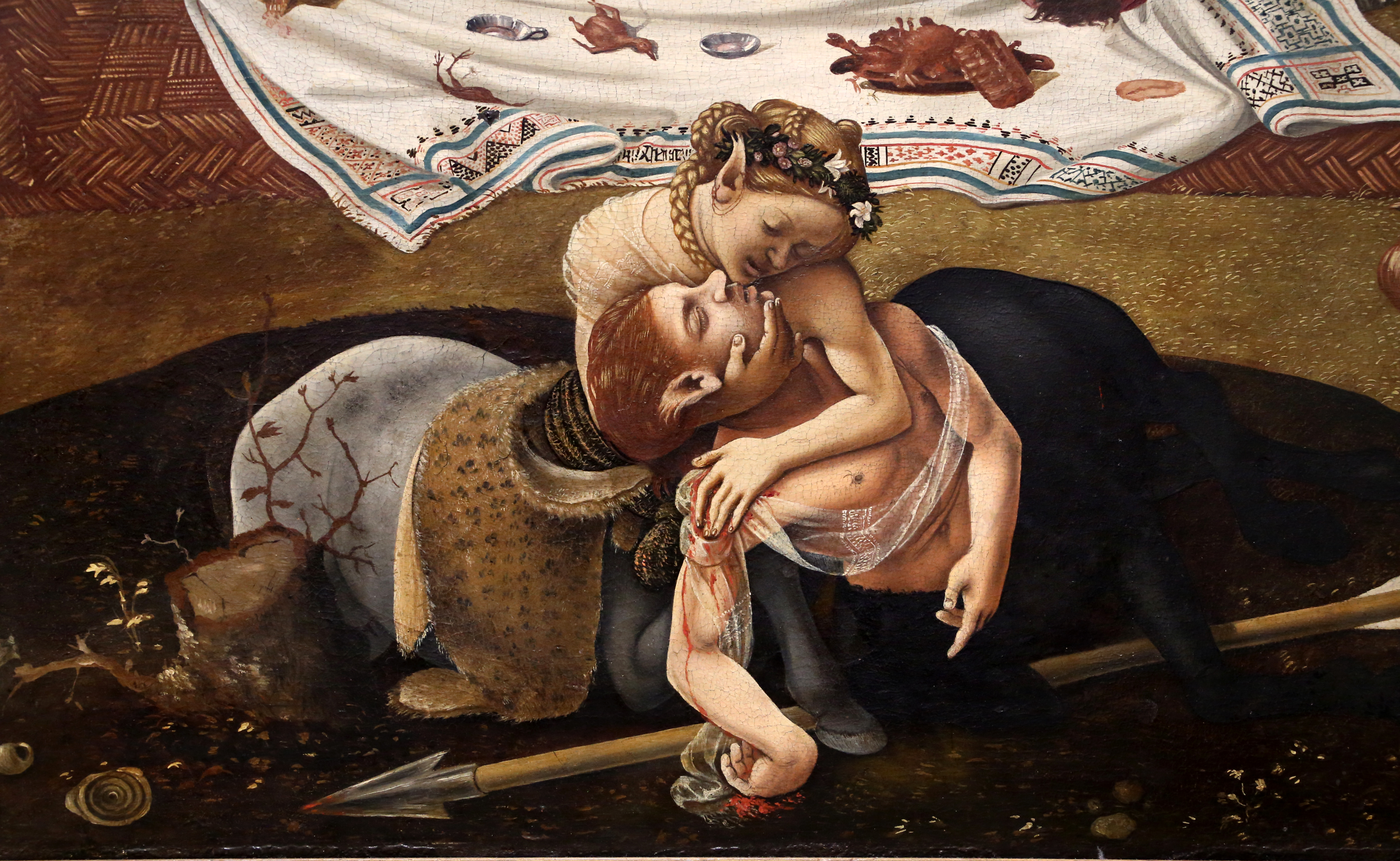
画面中央下部。斃れたキュラロスを抱きしめるヒュロノメー。彼女の髪は編まれた花で飾られている[2]。
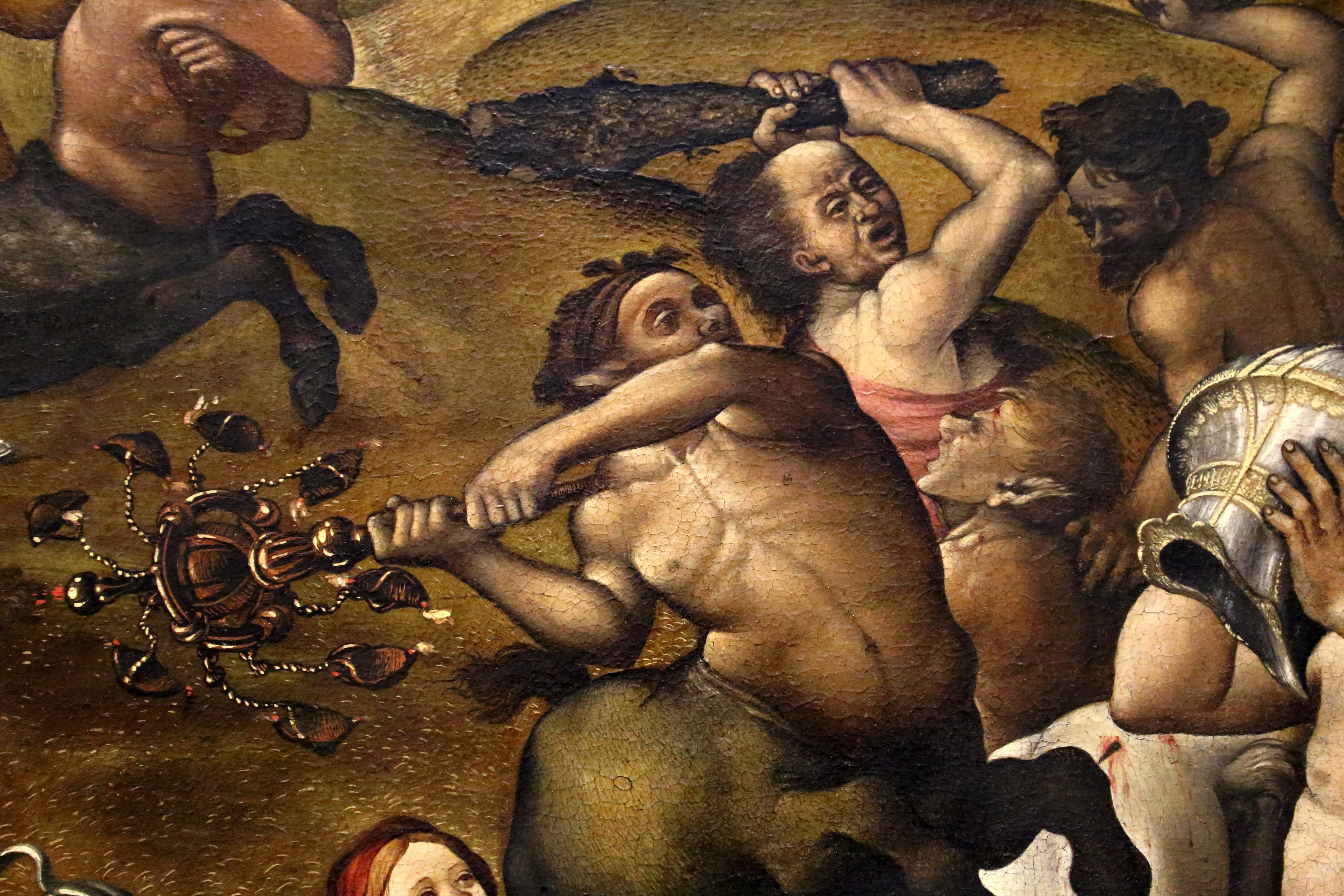
燭台で戦うケンタウロスのアミュコス。

### 画面右
画面右では欲情したエウリュトスが花嫁ヒッポダメイアの髪をつかんで引っ張って行こうとしている。ヒッポダメイアの服は乱れ、肌が露出している。これに対してテセウスが大きな酒甕を投げつけようとしている。一方、ケンタウロスのグリュネウスは火が点いたままの祭壇をラピテス族に投げつけるべく持ち上げている。その横ではペイリトオスがペトライオスに槍を投げるべく構えている。前景では再びテセウスが登場し、ビアノルの背に飛び乗り、背後から棍棒で打とうとしている。キュラロスとヒュロノメと並んで印象的なもう1人の人物、不死身の英雄カイネウスは背景に小さく描かれている。カイネウスはケンタウロスたちに囲まれ、木々で打たれて地に倒れている。

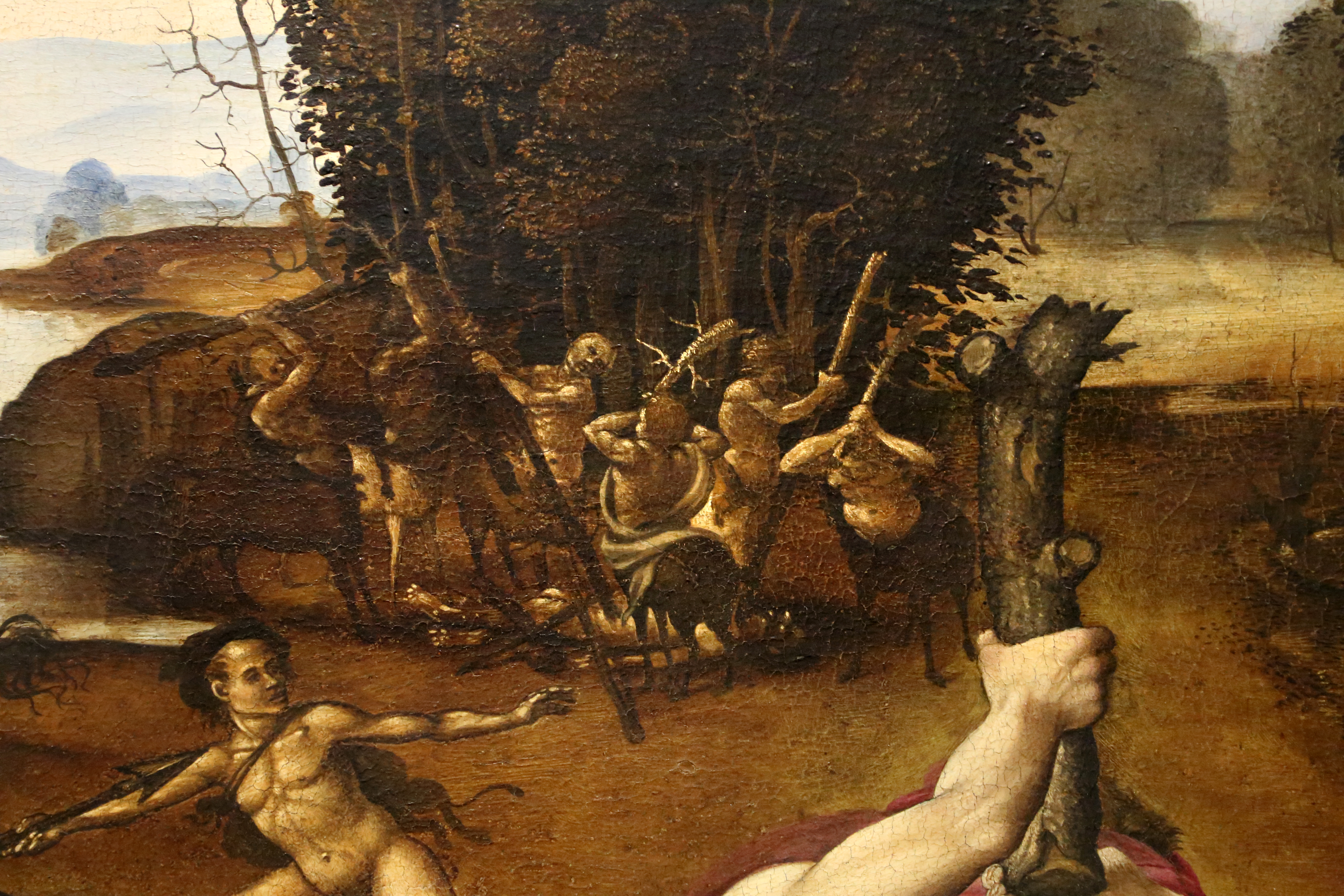
画面右遠景。カイネウスは複数のケンタウロスたちに囲まれて地に倒れている。その手前に槍を投げようとするペイリトオス。
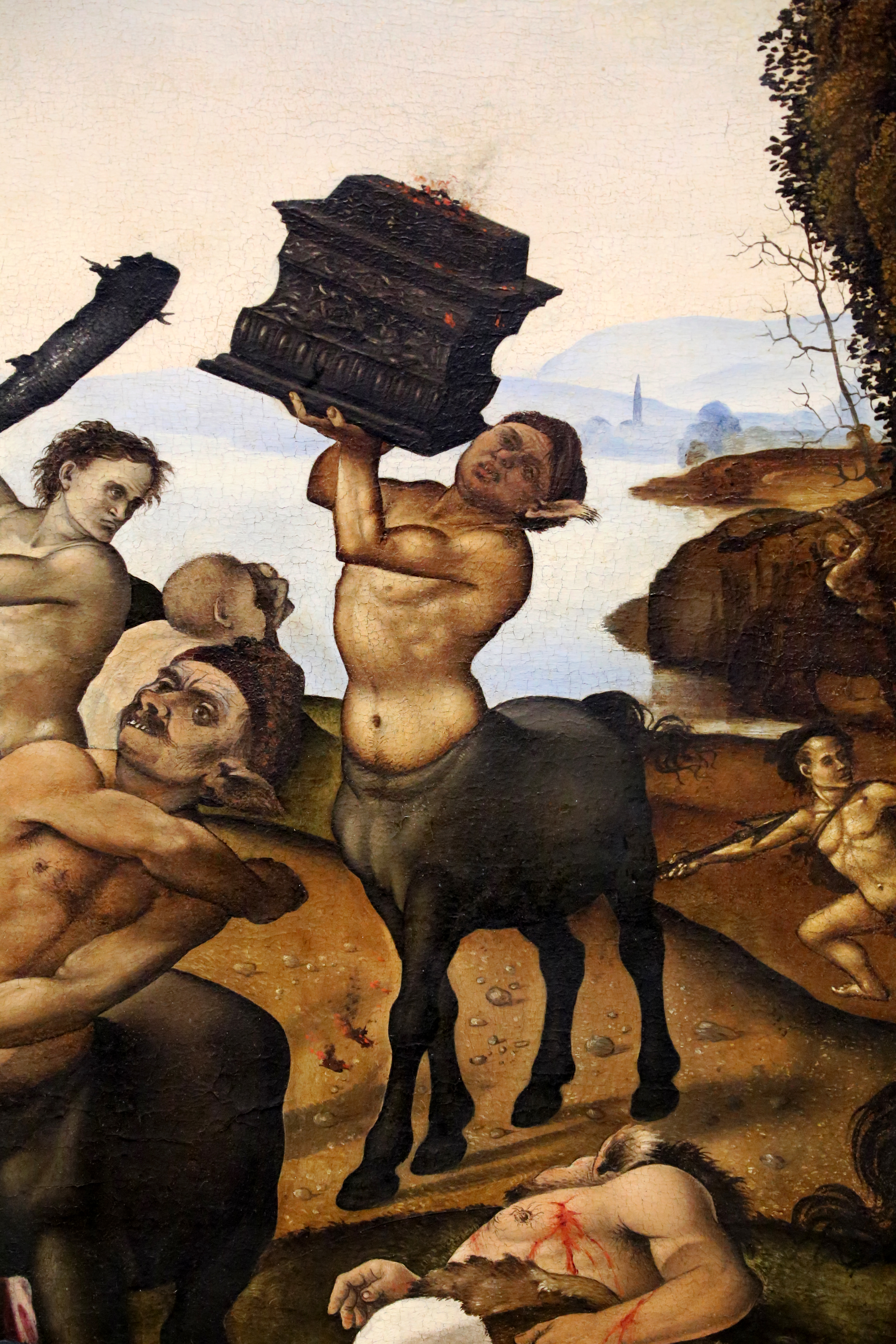
祭壇を持ち上げるグリュネウス。
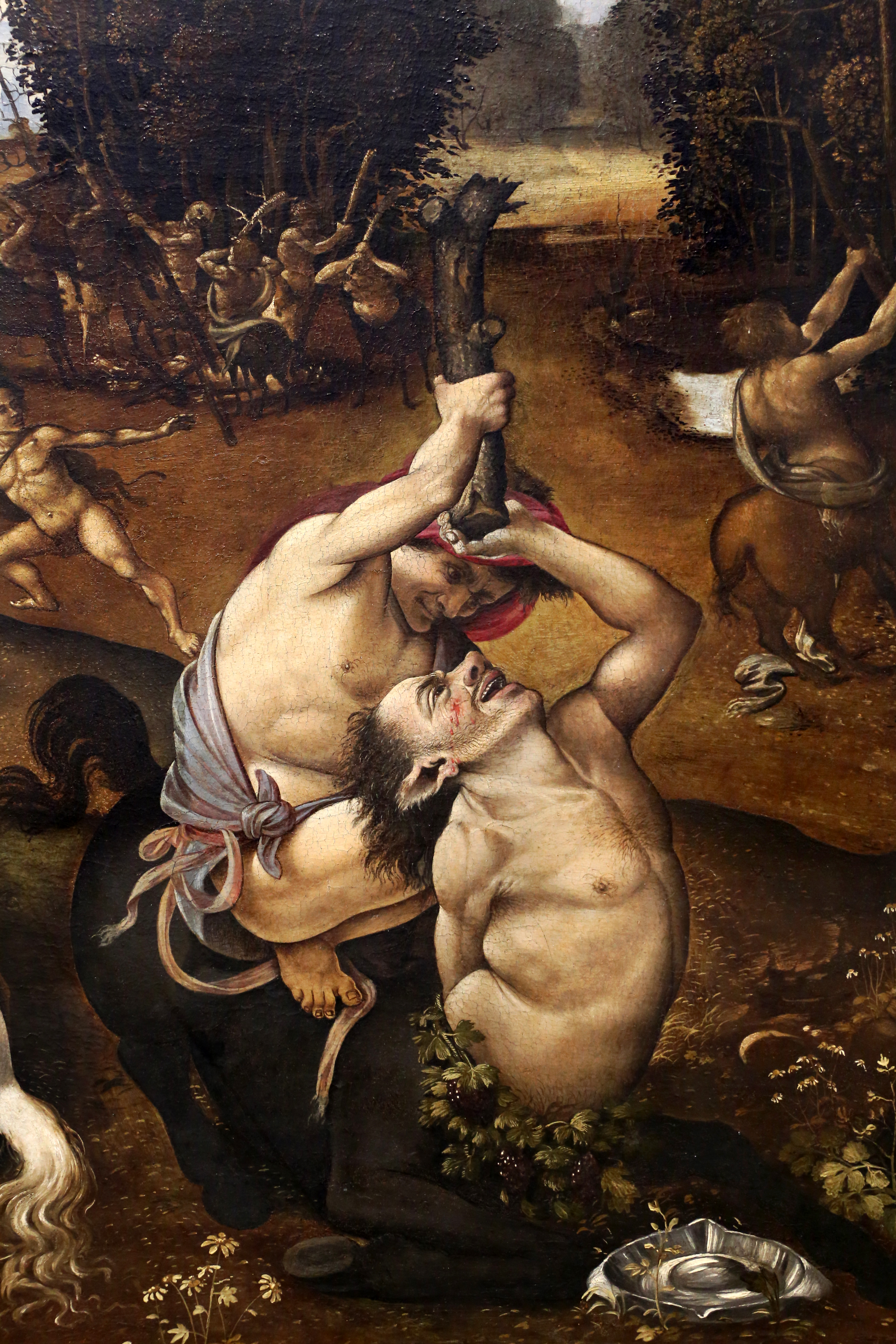
ビアノルに棍棒を打ち下さんとするテセウス。
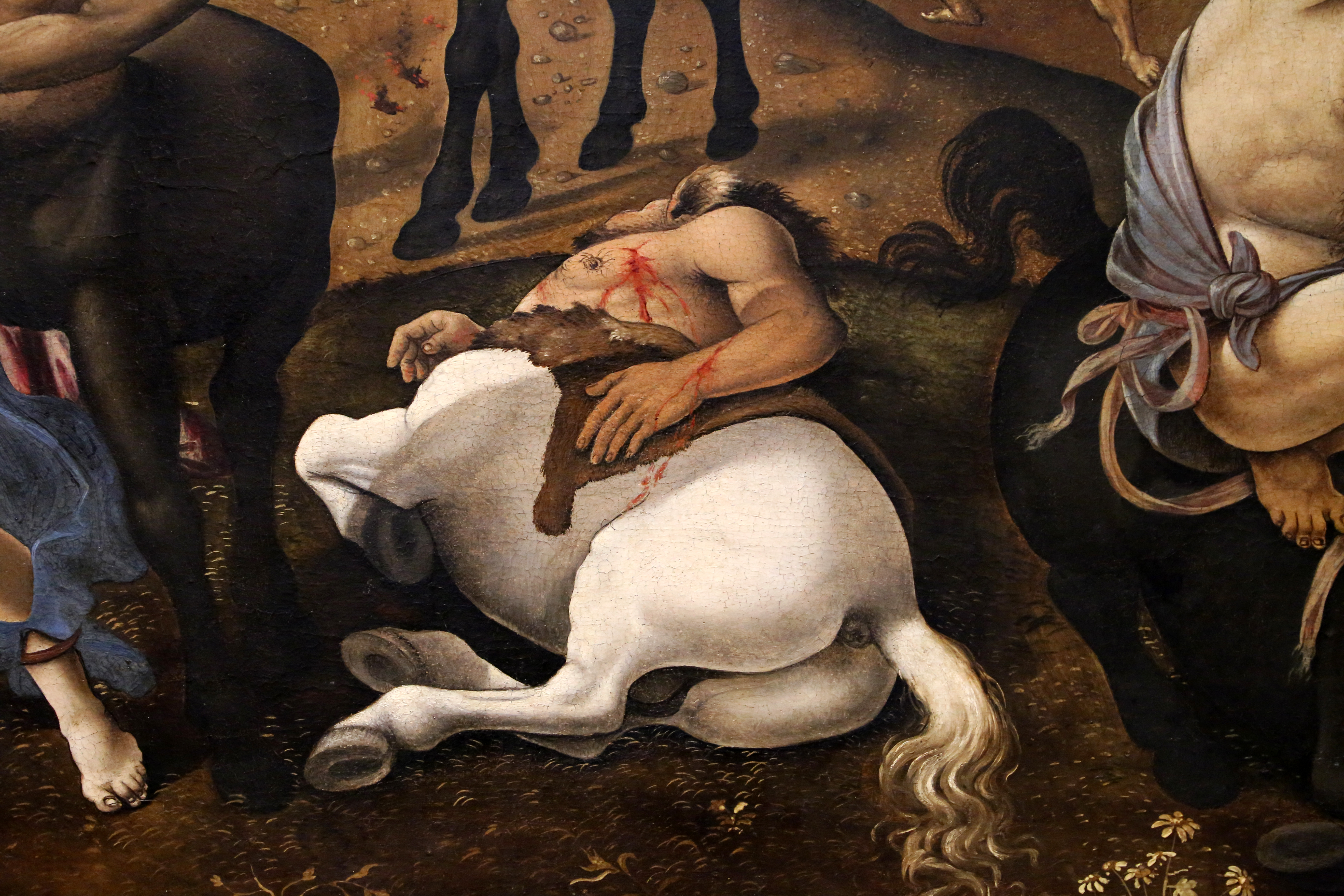
胸を貫かれて倒れるケンタウロス。

## 来歴
来歴についてはほとんど不明である。1885年にフィレンツェで初めて記録されたのち、画家、イラストレーターのチャールズ・リケッツとチャールズ・シャノンのコレクションとなり、チャールズ・シャノンが死去した1937年にナショナル・ギャラリーに遺贈された。